# Armenisch-osttimoresische Beziehungen
Die armenisch-osttimoresische Beziehungen beschreiben das zwischenstaatliche Verhältnis von Armenien und Osttimor.

## Geschichte
Armenien und Osttimor nahmen am 23. Dezember 2003 diplomatische Beziehungen auf.
2014 besuchten Adérito Hugo da Costa, Vizepräsident des Nationalparlamentes Osttimors, Virgílio Fátima Guterres, Generaldirektor der Electricidade de Timor-Leste (EDTL) und ein Berater des Finanzministeriums einen Workshop der Asiatischen Entwicklungsbank in Armeniens Hauptstadt Jerewan zum Thema Wasserversorgung und -management. Ziel war eine Verbesserung der Wasserversorgung in Osttimors Hauptstadt Dili. Die osttimoresische Delegation traf bei ihrem zweitägigen Besuch auf verschiedene Offizielle der staatlichen Wasserversorgung Armeniens.

## Diplomatie
Weder hat Armenien eine Botschaft in Osttimor, noch Osttimor eine diplomatische Vertretung in Armenien.

## Wirtschaft
Für 2018 gibt das Statistische Amt Osttimors keine Handelsbeziehungen zwischen Osttimor und Armenien an.

## Einreisebestimmungen
Osttimoresen können ein eVisa für Armenien erhalten.